# Podregion Joutsa
Podregion Joutsa (fiń. Joutsan seutukunta) – podregion w Finlandii, w regionie Finlandia Środkowa.
W skład podregionu wchodzą gminy:
- Joutsa,
- Luhanka.